# غريت بودورث (تشيشير)
غريت بودورث (بالإنجليزية: Great Budworth)‏ هي قرية و أبرشية مدنية تقع في المملكة المتحدة في إنجلترا. يقدر عدد سكانها بـ 373 نسمة .